# Baie Chica
Die Baie Chica ist eine Bucht am Nordrand des Filchner-Ronne-Schelfeises östlich der Berkner-Insel. An ihrem westlichen Ausläufer liegt das Cabo Abenante.
Französische Wissenschaftler benannten sie. 